# Жамишев, Болат Бидахметович
Болат Бидахметович Жамишев (каз. Болат Бидахметұлы Жәмішев, род. 28 июня 1957 года, Алтын-Эмель, Кербулакский район, Талды-Курганская область, Казахская ССР) — казахстанский государственный деятель, председатель совета директоров Фонда социального медицинского страхования (с 2020 года), председатель совета директоров АО «Bank RBK» (с 2020 года). Министр финансов Казахстана (2007—2013), министр регионального развития Казахстана (2013—2014). Кандидат экономических наук.

## Биография
Родился в 1957 году. После окончания в 1981 году Казахского сельскохозяйственного института три года по распределению работал агрономом совхоза. С 1984 по 1992 год — аспирант, младший научный сотрудник, ведущий научный сотрудник, учёный секретарь Казахского научно-исследовательского института экономики и организации агропромышленного комплекса. В 1992—1993 годах — референт, заместитель председателя исполкома Конгресса предпринимателей Казахстана.
В 1993—1997 годах — заместитель директора департамента экономических исследований и прогнозов, директора центра перспективных исследований, директора департамента исследований и статистики Национального банка Казахстана. С июля по ноябрь 1997 года — директор Национального пенсионного агентства Министерства труда и социальной защиты населения Казахстана. С ноября 1997 года по март 1999 года — заместитель министра труда и социальной защиты населения Республики Казахстан. С марта 1999 года по июнь 2001 года — заместитель министра, первый заместитель министра финансов Казахстана. С июня 2001 года по февраль 2002 года — заместитель министра внутренних дел Республики Казахстан. С февраля 2002 года по февраль 2003 года — заместитель министра, первый заместитель министра финансов Республики Казахстан.
С февраля 2003 по январь 2004 года работал заместителем директора департамента Национального банка. С января 2004 по январь 2006 года — председатель Агентства Республики Казахстан по регулированию и надзору финансовых организаций. С 16 июня 2006 по 13 ноября 2007 года — заместитель председателя правления Евразийского банка развития.
Указом президента Казахстана от 13 ноября 2007 года назначен министром финансов.
6 сентября 2012 года избран почётным президентом Национальной Федерации Конькобежцев Казахстана.
6 ноября 2013 год а назначен министром регионального развития Казахстана.
6 августа 2014 года назначен председателем правления Банка развития Казахстана. 25 февраля 2019 года вошёл в состав совета директоров АО «Цеснабанк». 11 апреля 2019 года покидает пост председателя правления Банка развития Казахстана
С 2019 по 2020 годы — независимый директор, член совета директоров АО «First Heartland Jýsan Bank».
17 апреля 2020 года избран председателем совета директоров Фонда социального медицинского страхования.
30 октября 2020 года избран председателем совета директоров АО «Bank RBK».
15 января 2022 года возглавил общественный социальный фонд «Қазақстан халқына» (Народу Казахстана), созданный по поручению президента страны.
17 февраля 2022 года избран председателем общественного совета фонда «Самрук-Казына». 4 июля 2022 года избран членом Совета директоров, независимым директором фонда «Самрук-Казына».

## Семья
Женат на Жамишевой Батиле Жакеновне (1957). Сыновья — Даулет (1985) и Куаныш (1989).

## Награды
- 2005 — Орден Курмет
- 2008 — Медаль «10 лет Астане»
- 2011 — Орден Парасат[13]
- 2023 (24 октября) — Орден «Барыс» 3 степени.[14]